# Angustina
Angustina es una localidad del municipio de Riotuerto (Cantabria, España). En el año 2022 la localidad contaba con 6 habitantes (INE). Angustina está ubicada a 268 metros de altitud sobre el nivel del mar, y a 4,7 kilómetros de la capital municipal, La Cavada.
Destacan la iglesia de San Roque, una pequeña escuela de finales del siglo XIX y la casa del maestro, todas ellas en estado de ruina.